# 維克托·尤先科
維克托·安德烈耶維奇·尤先科（烏克蘭語：Віктор Андрійович Ющенко，羅馬化：Viktor Andriiovych Yushchenko，發音：[ˈwiktor ɐnˈd⁽ʲ⁾r⁽ʲ⁾ijowɪtʃ ˈjuʃtʃenko] ⓘ；1954年2月23日—），烏克蘭政治人物，曾任烏克蘭總統。在2004年烏克蘭總統大選中，他以「我們的烏克蘭」政黨聯盟領導人名義參選，同時也是主要的反對派候選人。在12月26日的重選點票結果當中，他以52%得票率擊敗對手維克托·亞努科維奇。而后，因为失败的经济政策导致通货膨胀，减少税收导致政府濒临破产，学校医院不能正常运作，其政黨又在选举中输给亚努科维奇。

## 早年
尤先科出生於烏克蘭北部的蘇梅州，其家人為教師。他早年修讀經濟學，後於伊萬諾-弗蘭科夫斯克州成為會計師，至1976年受聘於蘇聯國家銀行的蘇梅州分行，后担任苏联国家银行乌克兰分行经济计划司司长、苏联工农银行乌克兰分行的副行长等职。

## 早期政治生涯
1993年，尤先科於新成立的烏克蘭國家銀行工作，1997年起担任國家銀行行长并被当年的《全球金融杂志》评为世界杰出的银行家。在創立國家貨幣格里夫纳，及制定商業理財的管制上，他一直扮演著重要角色。其次，在1998年俄羅斯金融危機中，他成功穩定貨幣價格，抵擋了物價通脹的衝擊。

## 總理
正因如此，1999年12月，尤先科獲總統庫奇馬提名成為國家總理，決議獲得议會以296比12票的大比數通過。在任期間致力推動國家經濟，但也有人質疑其成果。其後，當時的副總理尤莉娅·季莫申科被指持有煤礦及天然氣井而出現利益衝突，议會於2001年投票提出不信任動議。投支持票的多為反對尤斯科經濟政策的左派議員，尤先科以263比69票遭國家彈劾，尤先科于2001年4月被迫辞去总理职务，引來民眾的反對。尤先科支持者向政府提出請願訴求，400萬人投票支持尤先科，在首都基輔出現萬人大遊行。
尤先科下台后，便全力投入议会竞争，2002年，他成為反對派“我們的烏克蘭”聯盟主席，同年议會選舉中反對派雖贏得112个席位，但仍未能過半數。

## 總統
尤先科在離任總理一職後，仍深受國民的歡迎，在國家中部及西部頗有魅力。根據2001年至2004年間的民意調查，尤先科的民望比时任總統庫奇馬還要高。
2004年，總統庫奇馬的任期屆滿，尤先科以獨立候選人身份參加大選，其最大競選對手為时任總理亞努科維奇。在第二輪投票後，亞努科維奇宣布胜利，尤先科指责对方竞选舞弊，國會決定重新投票。尤先科在之后的再次选举中获胜，成为總統。
2004年9月他開始出現身體不適，至11月經證實中毒，體內驗出大量二噁英，接近致命的水平，也是首宗人體攝取大量二噁英中毒的個案。被人怀疑是俄國特工所为，其面部的氯痤瘡需等數年時間才能得以康復。
尤先科上任不久便與同屬聯盟和重要支持對象尤莉娅·季莫申科決裂，他於9月8日解除了其只擔任七個月的總理職務。唯翌年地區黨在國會選舉後聯合社會黨組成聯合政府後，他領導的政黨被迫再與季莫申科的政黨祖國黨合作。2007年他解散國會提前國會選舉，與祖國黨聯同取得僅過半的國會席次，季莫申科其後再次出任總理。尤先科的施政其後受制於季莫申科，他更在2009年11月表示：「我相信，每個禮拜只要季莫申科還坐穩總理寶座，將帶領國家走向災難。因為季莫申科－是個危機，一切的危機。」由於失去季莫申科的支持，加上剛愎自用的政治作風，支持度大輻下降至個位數字，季莫申科更聯同在野黨通過法案限制總統權力。
在尤先科的五年任期內，幾乎每年都出現嚴重的政治危機。由於反俄立場鮮明，加上親美和對俄不妥協，任內與俄羅斯關係緊張，俄羅斯多次以切斷天然氣作威脅。2008年俄羅斯入侵格魯吉亞後，雙方關係更加緊張。

## 2010年選舉
在2010年1月17日的第一輪投票中，尤先科在2010年乌克兰总统选举競逐連任，在第一輪投票的得票率僅為5.45%，居第5位被淘汰。他在選舉落敗後退出政壇。

## 個人生活
尤先科與一位烏克蘭裔美國女子卡捷琳娜結婚，成為他的第二位妻子。她於1961年在芝加哥出生，曾為美國國務院助理國務卿的助手，參與人權及人道事務的工作。尤先科的反對者批評她持有美國公民的身份，有意為美國插手干涉內政。在2004年總統大選中，她被指為中情局人員，密謀把其丈夫的選舉內情傳給美國政府。數年前，一位俄國電視台記者曾指她為美國政府謀劃令尤先科能奪取國家權力，她於2002年1月控告該記者誹謗並獲得勝訴。在2001年，一家親政府電視台引述該記者的話，她也於2003年1月控告該電視台，最後獲得勝訴。
尤先科喜愛烏克蘭的傳統文化、爬山及養蜂。他現在育有五名子女。